# Ficedula basilanica
Papa-moscas-de-basilan ou papa-moscas-de-orelha-branca (Ficedula basilanica) é uma espécie de ave da família Muscicapidae.
É endémica das Filipinas.
Os seus habitats naturais são: florestas subtropicais ou tropicais húmidas de baixa altitude.
Está ameaçada por perda de habitat.